# العلاقات الدومينيكانية المالطية
العلاقات الدومينيكانية المالطية هي العلاقات الثنائية التي تجمع بين جمهورية الدومينيكان ومالطا.

## مقارنة بين البلدين
هذه مقارنة عامة ومرجعية للدولتين:
| وجه المقارنة                                              | جمهورية الدومينيكان | مالطا                                                     |
| --------------------------------------------------------- | ------------------- | --------------------------------------------------------- |
| المساحة (كم2)                                             | 48.67 ألف           | 316                                                       |
| عدد السكان (نسمة)                                         | 10.40 مليون         | 465.29 ألف                                                |
| الكثافة السكانية (ن./كم²)                                 | 213.68              | 147.24 ألف                                                |
| العاصمة                                                   | سانتو دومينغو       | فاليتا                                                    |
| اللغة الرسمية                                             | اللغة الإسبانية     | اللغة المالطية، لغة إنجليزية                              |
| العملة                                                    | بيزو دومنيكاني      | يورو، ليرة مالطية                                         |
| الناتج المحلي الإجمالي (بليون دولار)                      | 75.93 مليار         | 12.54 مليار                                               |
| الناتج المحلي الإجمالي (تعادل القوة الشرائية) بليون دولار | 149.89 مليار        | 14.68 مليار                                               |
| الناتج المحلي الإجمالي الاسمي للفرد دولار أمريكي          | 6.47 ألف            | 22.60 ألف                                                 |
| الناتج المحلي الإجمالي للفرد دولار أمريكي                 | 13.26 ألف           |                                                           |
| مؤشر التنمية البشرية                                      | 0.715               | 0.839                                                     |
| رمز المكالمات الدولي                                      | +1809، +1829، +1849 | +356                                                      |
| رمز الإنترنت                                              | .do                 | .mt                                                       |
| المنطقة الزمنية                                           | 00                  | توقيت وسط أوروبا، ت ع م+01:00، ت ع م+02:00، أوروبا/مالطا ‏ |

## منظمات دولية مشتركة
يشترك البلدان في عضوية مجموعة من المنظمات الدولية، منها:
| علم المنظمة | اسم المنظمة                        | تاريخ انضمام جمهورية الدومينيكان | تاريخ انضمام مالطا |
| ----------- | ---------------------------------- | -------------------------------- | ------------------ |
|             | المنظمة الهيدروغرافية الدولية      | ?                                | ?                  |
|             | الاتحاد البريدي العالمي            | ?                                | ?                  |
|             | يونسكو                             | 4 نوفمبر 1946                    | 10 فبراير 1965     |
|             | البنك الدولي للإنشاء والتعمير      | 18 سبتمبر 1961                   | 26 سبتمبر 1983     |
|             | منظمة التجارة العالمية             | ?                                | ?                  |
|             | وكالة ضمان الاستثمار متعدد الأطراف | 7 مارس 1997                      | 12 سبتمبر 1990     |
|             | منظمة الشرطة الجنائية الدولية      | ?                                | ?                  |
|             | مؤسسة التمويل الدولية              | 31 أكتوبر 1961                   | 1 يونيو 2005       |
|             | الأمم المتحدة                      | 24 أكتوبر 1945                   | 1 ديسمبر 1964      |
|             | منظمة حظر الأسلحة الكيميائية       | ?                                | ?                  |

## وصلات خارجية
- موقع وزارة الخارجية المالطية